# Perigonia grisea
Perigonia grisea är en fjärilsart som beskrevs av Rothschild och Jordan 1903. Perigonia grisea ingår i släktet Perigonia och familjen svärmare. Inga underarter finns listade i Catalogue of Life.